# 조지 앨런

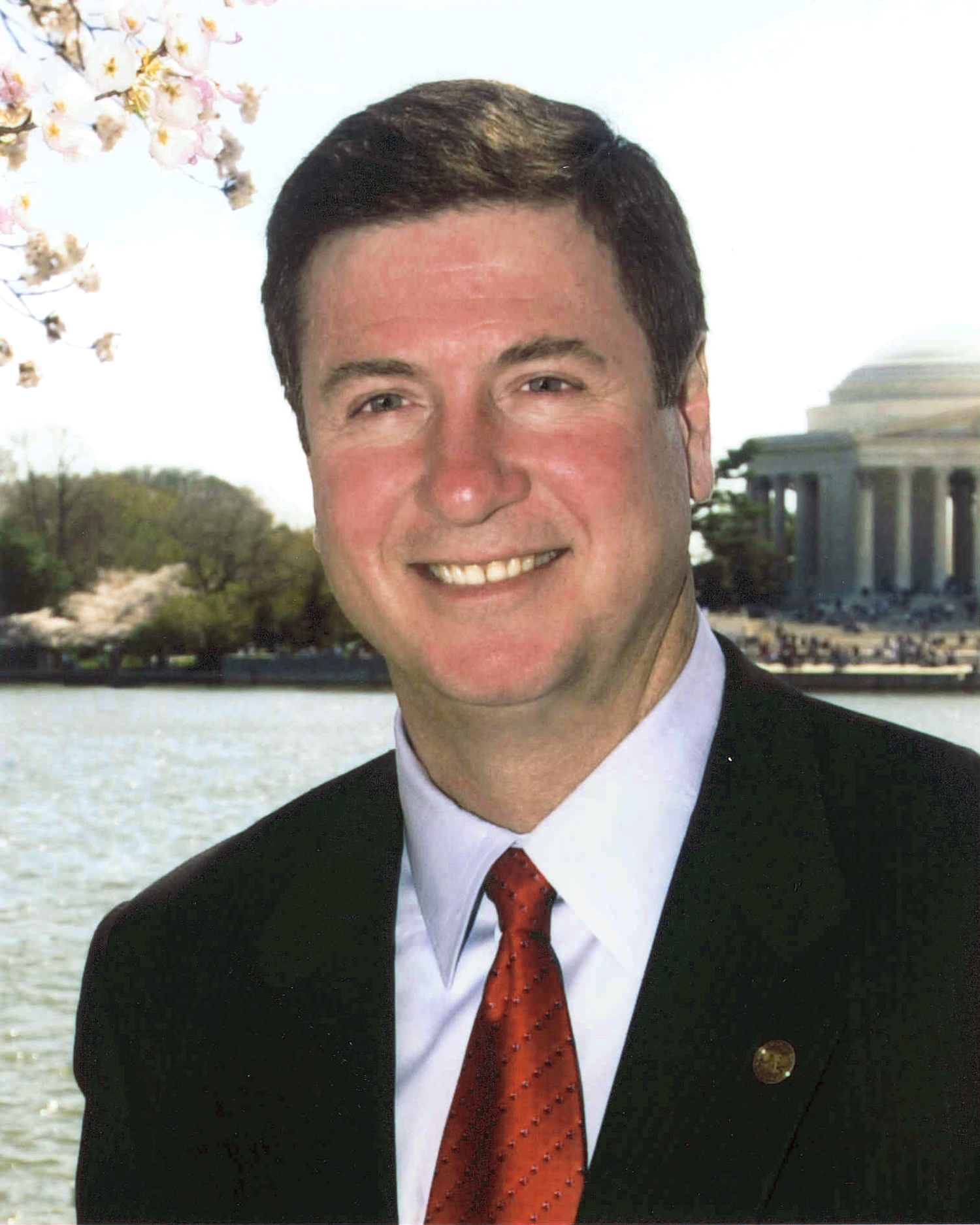
조지 앨런

조지 필릭스 앨런(영어: George Felix Allen, 1952년 3월 8일 ~ )은 미국의 정치인이다. 공화당 소속으로 1994년부터 1998년까지 제67대 버지니아 주지사를 지냈으며 2001년부터 2007년까지 버지니아주 상원의원을 지냈다.

## 역대 선거 결과
| 선거명        | 직책명                         | 대수  | 정당   | 득표율 | 득표수      | 결과 | 당락                     |
| ------------- | ------------------------------ | ----- | ------ | ------ | ----------- | ---- | ------------------------ |
| 1979년 선거   | 하원의원 (버지니아 제26선거구) | 141대 | 공화당 | 22.56% | 9,527표     | 3위  | 낙선                     |
| 1982년 선거   | 하원의원 (버지니아 제58선거구) | 142대 | 공화당 | 50.08% | 6,897표     | 1위  | 버지니아 주의원 당선     |
| 1983년 선거   | 하원의원 (버지니아 제58선거구) | 143대 | 공화당 | 53.36% | 8,353표     | 1위  | 버지니아 주의원 당선     |
| 1985년 선거   | 하원의원 (버지니아 제58선거구) | 144대 | 공화당 | 99.82% | 9,698표     | 1위  | 버지니아 주의원 당선     |
| 1987년 선거   | 하원의원 (버지니아 제58선거구) | 145대 | 공화당 | 99.86% | 12,503표    | 1위  | 버지니아 주의원 당선     |
| 1989년 선거   | 하원의원 (버지니아 제58선거구) | 146대 | 공화당 | 99.02% | 14,560표    | 1위  | 버지니아 주의원 당선     |
| 1991년 재선거 | 하원의원 (버지니아 제10선거구) | 102대 | 공화당 | 62.04% | 106,745표   | 1위  | 버지니아주 하원의원 당선 |
| 1993년 선거   | 버지니아 주지사                | 67대  | 공화당 | 58.27% | 1,045,319표 | 1위  | 버지니아 주지사 당선     |
| 2000년 선거   | 상원의원 (버지니아 제1부)      | 107대 | 공화당 | 52.26% | 1,420,460표 | 1위  | 버지니아주 상원의원 당선 |
| 2006년 선거   | 상원의원 (버지니아 제1부)      | 110대 | 공화당 | 49.20% | 1,166,277표 | 2위  | 낙선                     |
| 2012년 선거   | 상원의원 (버지니아 제1부)      | 113대 | 공화당 | 46.96% | 1,785,542표 | 2위  | 낙선                     |